# PHP-Nuke
PHP-Nuke는 PHP와 MySQL 기반의 웹 기반 자동화 뉴스 게시 및 저작물 관리 시스템이다. 원 개발자는 Francisco Burzi이다. 이 시스템은 웹 기반 사용자 인터페이스를 사용하여 통제된다. PHP-Nuke는 데이비드 노먼의 댓웨어(Thatware) 뉴스 포털 시스템의 포크에서 출발하였다.
PHP-Nuke는 처음에 자유 소프트웨어로서 GNU 일반 공중 사용 허가서 하에 출시되었다. 7.5 이후 버전부터는 라이선스 비용이 요구되었다가 8.3 버전부터 다시 자유화되었다.
버전 5.6 기준으로 GPL 2(c)항에 따라 웹페이지상의 저작권 메시지 표시가 의무이다.